# 聯亞生技開發
聯亞生技開發股份有限公司（英語：United Biomedical, Inc., Asia），簡稱聯亞、聯亞生技、聯亞生技集團。1998年10月在中華民國行政院開發基金及經濟部支持下，美國聯合生物醫學在台成立聯亞生技開發股份有限公司，主要業務為生產人體及動物疫苗。

## 疫苗種類

### 動物疫苗
- O型口蹄疫合成胜肽疫苗：用於口蹄疫防治，已於2007年九月在中國正式上市銷售，並已銷售50萬劑[1][2]。
- 豬隻免疫去勢疫苗：用於豬隻免疫去勢，已於俄國、巴西、墨西哥、秘魯等國上市銷售[2]。

### 人體疫苗
- UB-612 2019冠状病毒病疫苗：屬於胜肽疫苗，由集團自主研發，聯合生物製藥負責上游蛋白質原液生產，聯亞藥業負責後段充填製劑[3]。並已於2021年5月28日與衛福部疾管署簽約500萬劑新冠疫苗[4]。

## 關係企業
- 聯亞藥業股份有限公司 (UBI Pharma Inc.)
- 聯合生物製藥(股)公司 (United BioPharma)
- 申聯生物醫藥(上海)(股)公司 (Shen Lian Biotechnology Co.,LTD.)
- 愛爾蘭商聯腦科學股份有限公司 (United Neuroscience, Inc.)(2021年4月1日起與COVAXX合併成立vaxxinity)

## 外部連結
- 聯亞生技開發官網 （页面存档备份，存于）

- 聯合生物製藥官網 （页面存档备份，存于）
- 聯亞藥業官網 （页面存档备份，存于）